# Roca de los Moros
La Roca de los Moros (Roca dels Moros en catalán)  o cuevas de El Cogul es uno de los yacimientos de pinturas rupestres más destacados del arte rupestre levantino, que tuvo su zona de influencia durante el Neolítico por todo el levante de la península ibérica. Las cuevas, se encuentran en El Cogul (Las Garrigas), Cataluña, y se cree que después fue un santuario o lugar mágico para los íberos y los romanos.
Fueron descubiertas por el rector del pueblo, Ramón Huguet, en 1908, y descritas por Ceferí Rocafort. Otra edición más amplia fue publicada por Juan Cabré en El arte rupestre en España (1915). Las pinturas de la Roca dels Moros, como todo el arte rupestre levantino, han sido declaradas por la Unesco Patrimonio de la Humanidad.

## Descripción
La escena de la danza es la más famosa. Aparecen nueve mujeres, cosa novedosa y única de estas pinturas, pintadas en negro y otras en rojo. Se las ve bailando alrededor de una figura masculina con el falo anormalmente grande. Junto con los humanos hay varios animales, pinturas esquemáticas, así como una inscripción en escritura ibérica norteoriental y también en alfabeto latino, una de las cuales es un votum, cosa que indicaría que el lugar fue un santuario que se prolongó hasta la época ibérica dels Moros hay  en la que hay 42 figuras pintadas y 260 elementos grabados sobre la roca, pintadas de café, rojo claro, negro y rojo oscuro. El conjunto está preparado para la visita del público. El sitio dispone de un centro educativo-museo. Félix Rodrigo Mora sostiene que son pinturas realizadas por mujeres.

## Bien de Interés Cultural
Están reconocidas como bien de interés cultural tanto en la categoría de monumento (RI-51-0000275) como de zona arqueológica (RI-55-0000528).

## Las tumbas del Saladar
Cerca de las pinturas hay un cementerio con tumbas excavadas en la roca llamado tumbas del Saladar.

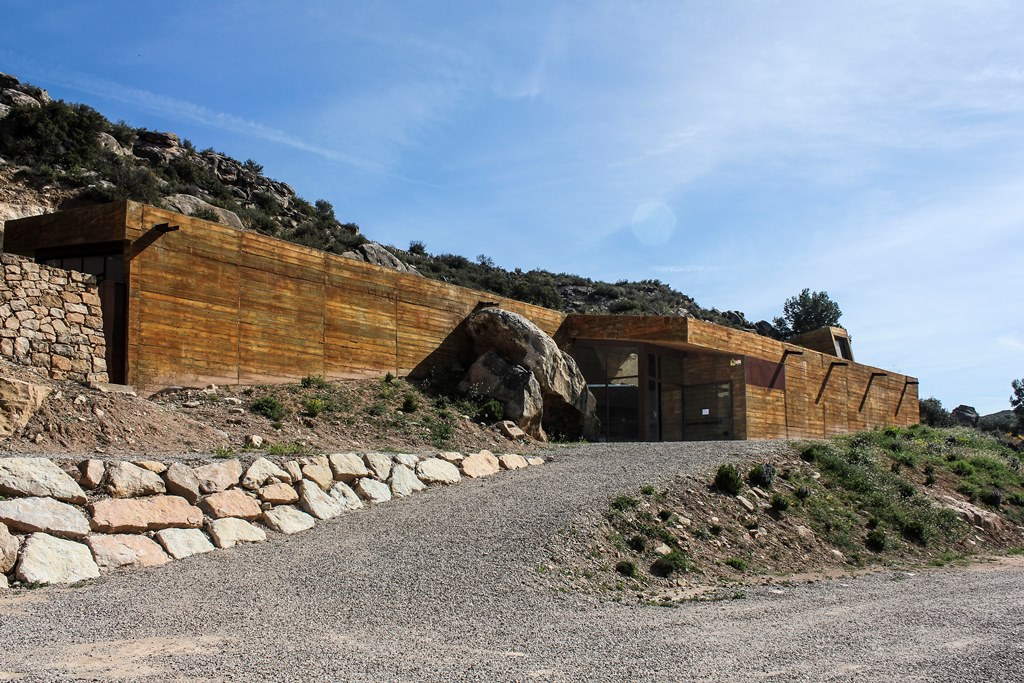
Centro de interpretación
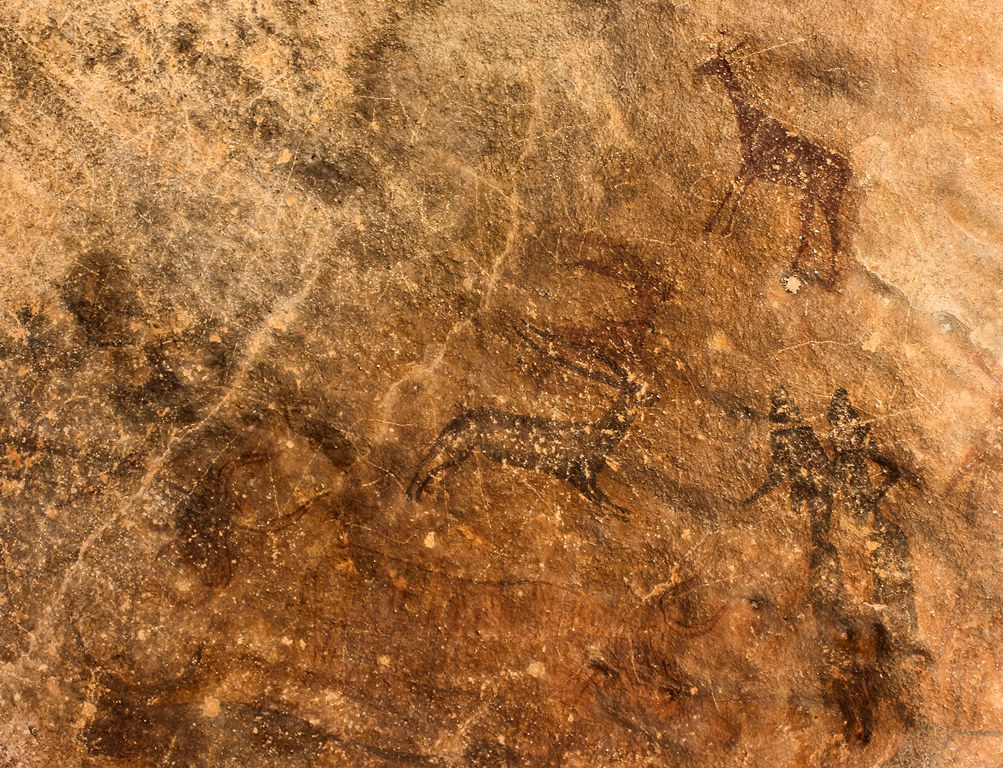
Pintura rupestre de mujeres con animales
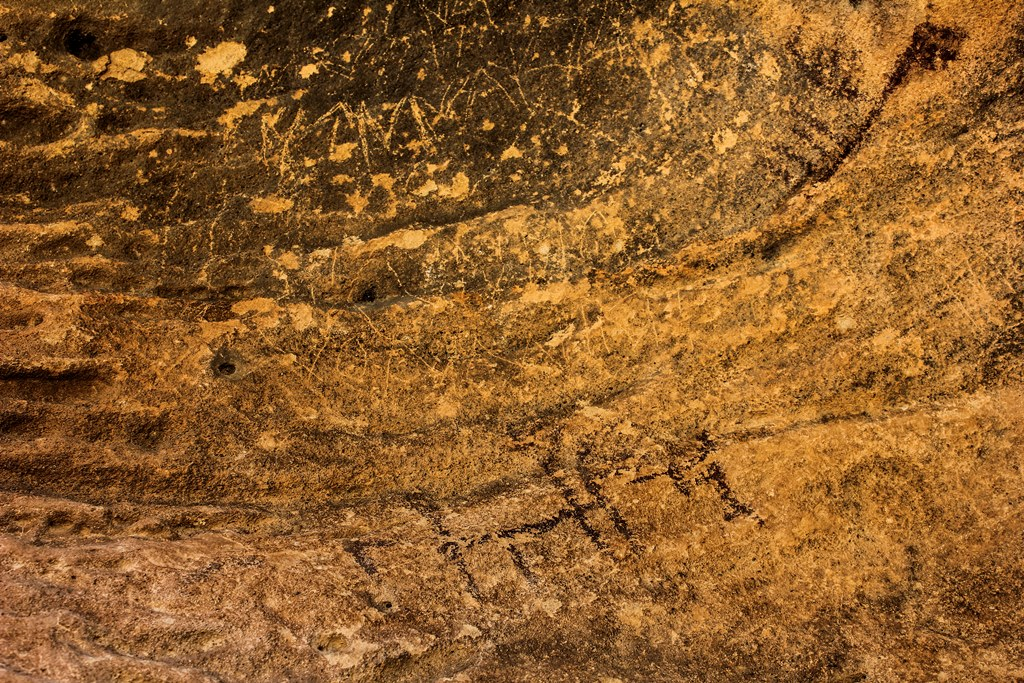
Inscripciones en escritura ibérica y pinturas esquemáticas
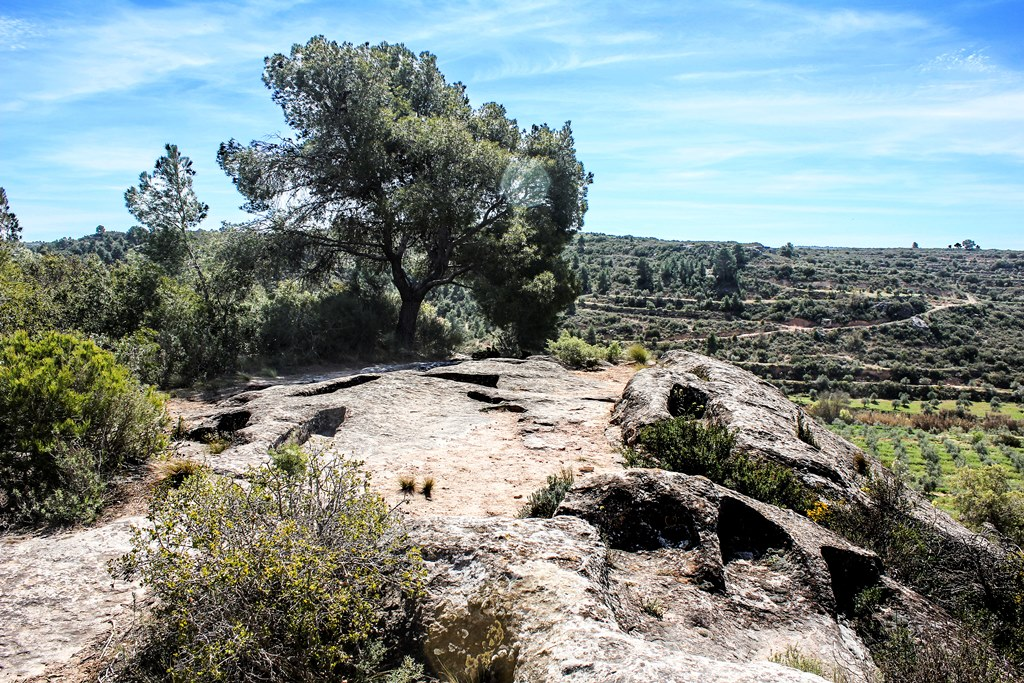
Las tumbas del Saladar